# Constantino Dalasseno
Constantino Dalasseno (em grego: Κωνσταντίνος Δαλασσηνός; romaniz.: Konstantínos Dalassenós, fl. c. 1086 – 1093) foi um importante comandante militar bizantino, tanto em terra quanto no mar, durante o início do reinado do imperador Aleixo I Comneno (r. 1081–1118), especialmente nas campanhas contra o emir Tzacas de Esmirna. Sua vida é conhecida apenas pelo relato de Ana Comnena em sua "A Alexíada".

## Biografia

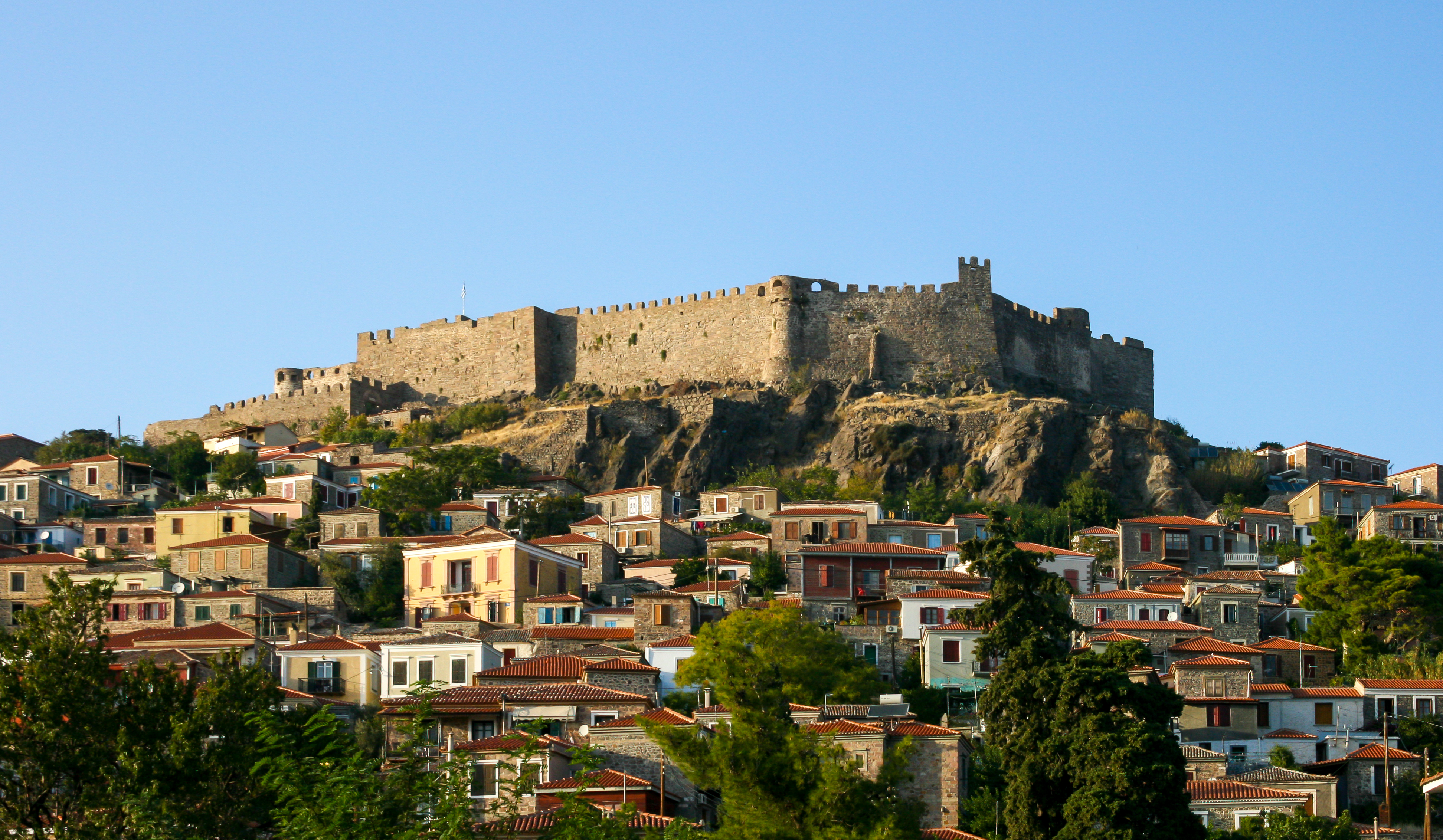
A fortaleza de Metímna

De acordo com Ana, Constantino Dalasseno era parente de Aleixo através de sua mãe, embora a natureza exata do parentesco seja desconhecida. Constantino aparece pela primeira vez em 1086-1087, quando foi enviado como um emissário até Sinope e cidades vizinhas por um chiaus turco que se tornara um renegado, foi batizado e passou a colaborar com os bizantinos. Dalasseno se tornou o governador de Sinope, enquanto que o o chiaus foi alçado à posição de duque de Anquíalo.
Na primavera de 1090, Dalasseno se tornou um "duque da frota" e recebeu o comando das forças navais bizantinas enviadas contra o emir Tzacas de Esmirna. Tzacas, um antigo vassalo bizantino, havia construído uma frota própria e tomado o controle de diversas ilhas do Egeu, além de atacar outras. Após tomar Lesbos (com exceção da fortaleza de Metímna) e Quio, ele derrotou uma frota bizantina liderada por Nicetas Castamonita. Se aproveitando da ausência de Tzacas, Dalasseno desembarcou suas tropas em Quio e imediatamente atacou a capital fortificada da ilha, também chamada de Quio. Embora os bizantinos tenham conseguido tomar o porto, eles não conseguiram invadir a cidade.

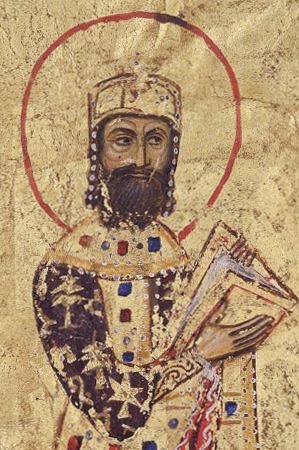
Iluminura de r..

Enquanto isso, Tzacas juntou uma força de 8 000 homens (de acordo com "A Alexíada") e zarpou para libertar a ilha. Seu exército marchou a partir da praia no lado oposto da ilha, acompanhado pela frota, que foi margeando a costa. Dalasseno havia encarregado Constantino Opos com a tarefa de atrapalhar a travessia turca, mas quando eles conseguiram fazê-lo acobertados pela noite, Constantino se recusou a dar-lhes combate quando viu que o emir havia acorrentado seus barcos juntos. Os dois exércitos se envolveram em várias escaramuças, mas logo as negociações começaram. Dalasseno adiava a tomada de decisão e, quando Tzacas retornou para Esmirna - talvez para buscar reforços - ele juntou seus homens, preparou suas armas de cerco e tomou a capital de Quio com um ataque surpresa.
Em 1091, Dalasseno aparece na campanha de Aleixo I contra os cumanos nos Bálcãs. Na decisiva Batalha de Levúnio, em 29 de abril de 1091, contra os pechenegues, ele comandou a ala esquerda do exército imperial. No ano seguinte, ele novamente foi enviado para enfrentar Tzacas, agora com o título de talassocrator (em grego:  θαλασσοκράτωρ - "mestre dos mares"), subordinado ao novo mega-duque João Ducas. Os dois comandantes atacaram Mitilene, em Lesbos, ainda nas mãos do emir. Ducas, à testa das forças terrestres, chegou primeiro e atacou a cidade. O cerco durou três meses até que Tzacas ofereceu a rendição da cidade em troca de um salvo-conduto para que ele voltasse a Esmirna.
Ducas concordou, mas Dalasseno, que acabara de chegar, atacou a frota turca. Ele capturou muitos navios inimigos e ordenou que as tripulações, incluindo os remadores, fossem executadas. Dalasseno então retornou para Constantinopla. Na primavera de 1093, quando Tzacas novamente atacou o porto de Abidos no Mar de Mármara, Aleixo novamente o enviou, no comando de uma força naval, contra o emir. Contudo, em paralelo, Aleixo fez um acordo com o sultão seljúcida Quilije Arslã I (r. 1092–1107) para que ele atacasse Tzacas pela retaguarda. Tzacas foi então capturado e, numa audiência com o sultão, assassinado. Nada mais se sabe sobre Dalasseno depois disso.